# Julie Chen
Julie Suzanne Chen Moonves, känd som Julie Chen, född 6 januari 1970 i Queens i New York, är en amerikansk programledare, nyhetsankare och producent i kanalen CBS.  Hon har varit programledare för den amerikanska versionen av dokusåpan Big Brother sen dess debut år 2000. Hon är också programledare och moderator för talkshowen The Talk, hon har också varit programledare för morgonprogrammet The Early Show. 

## Biografi
Julie Chen föddes i Queens, New York. 
En av hennes första anställningar var som assistent på CBS Morning Show där hon 1990 arbetade åt programledaren Andy Cohen, ett morgonprogram som Chen skulle komma att hålla i ett årtionde senare.
Följande år när hon fortfarande gick i skolan började hon arbeta för ABC NewsOne under ett år som assistent. Hon blev sedan TV-producent för de tre närmaste åren. Sedan flyttade Chen till Dayton, Ohio där hon var nyhetsankare för den lokala stationen WDTN-TV mellan 1995 och 1997.
Mellan 1999 och 2002 arbetade Chen på CBS Morning News och som nyhetsankare för CBS This Morning.